# Chadeleuf
Chadeleuf település Franciaországban, Puy-de-Dôme megyében. Lakosainak száma 429 fő (2022. január 1.). Chadeleuf Neschers, Pardines, Saint-Yvoine és Sauvagnat-Sainte-Marthe községekkel határos.

## Népesség
A település népességének változása:
| Lakosok száma | 415  | 426  | 436  | 428  | 430  | 432  | 434  | 430  | 429  |
|               | 2013 | 2015 | 2016 | 2017 | 2018 | 2019 | 2020 | 2021 | 2022 |